# Aeroporto Internacional Ramón Villeda Morales
O Aeroporto Internacional Ramón Villeda Morales, também conhecido como Aeroporto Internacional La Mesa é o principal aeroporto de Honduras. Se encontra a 11 km da cidade de San Pedro Sula, departamento de Cortés. É nomeado em homenagem a Ramón Villeda Morales, presidente de Honduras no período de 1957 a 1963. Partem do aeroporto voos para toda a América Central, Caribe, México, Estados Unidos e Europa.
Para 2015 está previsto a conclusão de um novo terminal com financiamento da InterAirports, uma empresa hondurenha de administração de aeroportos. Essa empresa ainda detêm a concessão do aeroporto.

## Ligações Externas
- Dados do aeroporto - World Aero Data (em inglês)